# 로순다 스타디온
로순다 스타디온(스웨덴어: Råsundastadion, Råsunda Fotbollstadion, Råsunda)은 스웨덴 스톡홀름 교외 지역인 솔나 시에 있던 경기장이다.
2012년 프렌즈 아레나로 대체되기 전까지 스웨덴 축구 국가대표팀과 AIK 솔나의 홈 구장으로 사용되었다. 1958년 FIFA 월드컵 결승전 경기와 1995년 FIFA 여자 월드컵 결승전 경기가 열린 곳이다.

## 기록

### 1950년 FIFA 월드컵 유럽 지역 예선
| 날짜           | 팀 1   | 스코어 | 팀 2     | 라운드 |
| -------------- | ------ | ------ | -------- | ------ |
| 1949년 6월 2일 | 스웨덴 | 3 - 1  | 아일랜드 | 5조    |

### 1958년 FIFA 월드컵
| 날짜            | 팀 1   | 스코어 | 팀 2   | 라운드         |
| --------------- | ------ | ------ | ------ | -------------- |
| 1958년 6월 8일  | 스웨덴 | 3 - 0  | 멕시코 | 3조            |
| 1958년 6월 11일 | 멕시코 | 1 - 1  | 웨일스 | 3조            |
| 1958년 6월 12일 | 스웨덴 | 2 - 1  | 헝가리 | 3조            |
| 1958년 6월 15일 | 스웨덴 | 0 - 0  | 웨일스 | 3조            |
| 1958년 6월 17일 | 웨일스 | 2 - 1  | 헝가리 | 3조 플레이오프 |
| 1958년 6월 19일 | 스웨덴 | 2 - 0  | 소련   | 8강            |
| 1958년 6월 24일 | 프랑스 | 2 - 5  | 브라질 | 준결승         |
| 1958년 6월 29일 | 스웨덴 | 2 - 5  | 브라질 | 준결승         |

### 2002년 FIFA 월드컵 유럽 지역 예선
| 날짜            | 팀 1   | 스코어 | 팀 2         | 라운드 |
| --------------- | ------ | ------ | ------------ | ------ |
| 2001년 6월 2일  | 스웨덴 | 2 - 0  | 슬로바키아   | 4조    |
| 2001년 10월 7일 | 스웨덴 | 3 - 0  | 아제르바이잔 | 4조    |